# Slovenië op de Olympische Zomerspelen 2020
Slovenië nam deel aan de Olympische Zomerspelen 2020 in Tokio, Japan.

## Medailleoverzicht
| Medaille | Naam            | Sport       | Onderdeel      | Datum      |
| -------- | --------------- | ----------- | -------------- | ---------- |
| Goud     | Benjamin Savšek | Kanovaren   | C-1 slalom (m) | 26 juli    |
| Goud     | Primož Roglič   | Wielersport | tijdrit (m)    | 28 juli    |
| Goud     | Janja Garnbret  | Klimsport   | vrouwen        | 6 augustus |
|          |                 |             |                |            |
| Zilver   | Tina Trstenjak  | Judo        | -63kg (m)      | 27 juli    |
|          |                 |             |                |            |
| Brons    | Tadej Pogačar   | Wielersport | wegrit (m)     | 24 juli    |

## Atleten
| sport        | mannen | vrouwen | totaal |
| ------------ | ------ | ------- | ------ |
| Atletiek     | 2      | 5       | 7      |
| Basketbal    | 12     | 0       | 12     |
| Boogschieten | 1      | 0       | 1      |
| Golf         | 0      | 1       | 1      |
| Gymnastiek   | 0      | 1       | 1      |
| Judo         | 1      | 0       | 1      |
| Kanovaren    | 2      | 4       | 6      |
| Klimsport    | 0      | 2       | 2      |
| Schietsport  | 0      | 1       | 1      |
| Taekwondo    | 1      | 0       | 1      |
| Tafeltennis  | 3      | 0       | 3      |
| Wielersport  | 4      | 2       | 6      |
| Zeilen       | 1      | 2       | 3      |
| Zwemmen      | 1      | 3       | 4      |
| totaal       | 28     | 25      | 53     |

## Sporten

### Atletiek
Mannen
Loopnummers
| atleet       | onderdeel | series | series | kwartfinale | kwartfinale | halve finale | halve finale | finale         | finale         |
| atleet       | onderdeel | tijd   | rang   | tijd        | rang        | tijd         | rang         | tijd           | rang           |
| ------------ | --------- | ------ | ------ | ----------- | ----------- | ------------ | ------------ | -------------- | -------------- |
| Luka Janežič | 400 m     | 45,44  | 5 q    | n.v.t.      | n.v.t.      | 45,36        | 7            | niet geplaatst | niet geplaatst |

Technische nummers
| atlete       | onderdeel    | kwalificaties | kwalificaties | finale  | finale |
| atlete       | onderdeel    | afstand       | rang          | afstand | rang   |
| ------------ | ------------ | ------------- | ------------- | ------- | ------ |
| Kristjan Čeh | discuswerpen | 65,45         | 3 q           | 66,37   | 5      |

Vrouwen
Loopnummers
| atleet         | onderdeel           | series  | series | kwartfinale | kwartfinale | halve finale   | halve finale   | finale         | finale         |
| atleet         | onderdeel           | tijd    | rang   | tijd        | rang        | tijd           | rang           | tijd           | rang           |
| -------------- | ------------------- | ------- | ------ | ----------- | ----------- | -------------- | -------------- | -------------- | -------------- |
| Maja Mihalinec | 100 m               | bye     | bye    | 11,54       | 5           | niet geplaatst | niet geplaatst | niet geplaatst | niet geplaatst |
| Maja Mihalinec | 200 m               | 23,62   | 4      | n.v.t.      | n.v.t.      | niet geplaatst | niet geplaatst | niet geplaatst | niet geplaatst |
| Anita Horvat   | 400 m               | 52,34   | 6      | n.v.t.      | n.v.t.      | niet geplaatst | niet geplaatst | niet geplaatst | niet geplaatst |
| Klara Lukan    | 5000 m              | DNF     | DNF    | n.v.t.      | n.v.t.      | n.v.t.         | n.v.t.         | niet geplaatst | niet geplaatst |
| Maruša Mišmaš  | 3000 m steeplechase | 9.23,36 | 2 Q    | n.v.t.      | n.v.t.      | n.v.t.         | n.v.t.         | 9.14,84        | 6              |

Technische nummers
| atlete     | onderdeel            | kwalificaties | kwalificaties | finale  | finale |
| atlete     | onderdeel            | afstand       | rang          | afstand | rang   |
| ---------- | -------------------- | ------------- | ------------- | ------- | ------ |
| Tina Šutej | polsstokhoogspringen | 4,55          | 1 q           | 4,50    | 5      |

### Basketbal

#### Team
Mannen
| Olympiër | Discipline | Resultaat | Prestatie |
| --- | ---------- | --------- | --------- |
| Luka Rupnik Aleksej Nikolić Klemen Prepelič Edo Murić Mike Tobey Jaka Blažič Gregor Hrovat Žiga Dimec Zoran Dragić Vlatko Čančar Jakob Čebašek Luka Dončić | team       | 4         | zie onder |

| Groep |            |             |             |             |             |            |            |            |        |
| #     | Land       | Wedstrijden | Wedstrijden | Wedstrijden | Wedstrijden | Doelpunten | Doelpunten | Doelpunten | Punten |
| #     | Land       | GW          | W           | G           | V           | V          | T          | Saldo      | Punten |
| 1     | Slovenië   | 4           | 3           | 0           | 0           | 329        | 268        | +61        | 6      |
| 2     | Spanje     | 4           | 2           | 0           | 1           | 256        | 243        | +13        | 5      |
| 3     | Argentinië | 4           | 2           | 0           | 1           | 268        | 276        | -8         | 4      |
| 4     | Japan      | 4           | 0           | 0           | 3           | 235        | 301        | -66        | 3      |

| Ronde           | Datum           | Lokale tijd | MEZT       | Land      | Score    | Land      |  |
| --------------- | --------------- | ----------- | ---------- | --------- | -------- | --------- |  |
| groepsfase      |                 |             |            |           |          |           |  |
| 26 juli 2021    | 13:40           | 06:40       | Argentinië | 100 - 118 | Slovenië |           |  |
| 29 juli 2021    | 13:40           | 06:40       | Slovenië   | 116 - 81  | Japan    |           |  |
| 1 augustus 2021 | 17:20           | 10:20       | Spanje     | 87 - 95   | Slovenië |           |  |
|                 |                 |             |            |           |          |           |  |
| kwartfinale     | 3 augustus 2021 | 10:00       | 03:00      | Slovenië  | 94 - 70  | Duitsland |  |
|                 |                 |             |            |           |          |           |  |
| halve finale    | 5 augustus 2021 | 20:00       | 13:00      | Frankrijk | 90 - 89  | Slovenië  |  |
|                 |                 |             |            |           |          |           |  |
| bronzen finale  | 7 augustus 2021 | 20:00       | 13:00      | Slovenië  | 93 - 107 | Australië |  |

### Boogschieten
Mannen
| atleet        | onderdeel   | plaatsingsronde | plaatsingsronde | eerste ronde         | tweede ronde         | derde ronde          | kwartfinale          | halve finale         | finale / BM          | finale / BM |
| atleet        | onderdeel   | score           | rang            | tegenstander uitslag | tegenstander uitslag | tegenstander uitslag | tegenstander uitslag | tegenstander uitslag | tegenstander uitslag | rang        |
| ------------- | ----------- | --------------- | --------------- | -------------------- | -------------------- | -------------------- | -------------------- | -------------------- | -------------------- | ----------- |
| Žiga Ravnikar | individueel | 651             | 41              | M Nespoli V 0 – 6    | niet geplaatst       | niet geplaatst       | niet geplaatst       | niet geplaatst       | niet geplaatst       | 33          |

### Golf
Vrouwen
| atleet     | onderdeel | eerste ronde | tweede ronde | derde ronde | vierde ronde | totaal | totaal | totaal |
| atleet     | onderdeel | score        | score        | score       | score        | score  | par    | rang   |
| ---------- | --------- | ------------ | ------------ | ----------- | ------------ | ------ | ------ | ------ |
| Pia Babnik | vrouwen   | 71           | 71           | 73          | 67           | 282    | -2     | 34     |

### Gymnastiek

#### Ritmisch
| atlete              | onderdeel   | kwalificatie | kwalificatie | kwalificatie | kwalificatie | kwalificatie | kwalificatie | finale         | finale         | finale         | finale         | finale         | finale         |
| atlete              | onderdeel   | hoepel       | bal          | knotsen      | lint         | totaal       | rang         | hoepel         | bal            | knotsen        | lint           | totaal         | rang           |
| ------------------- | ----------- | ------------ | ------------ | ------------ | ------------ | ------------ | ------------ | -------------- | -------------- | -------------- | -------------- | -------------- | -------------- |
| Ekaterina Vedeneeva | individueel | 22,800       | 23,550       | 22,550       | 20,800       | 89,700       | 16           | niet geplaatst | niet geplaatst | niet geplaatst | niet geplaatst | niet geplaatst | niet geplaatst |

### Judo
Mannen
| atleet        | onderdeel | eerste ronde         | tweede ronde         | derde ronde          | kwartfinale          | halve finale         | herkansing           | finale / BM          | finale / BM |
| atleet        | onderdeel | tegenstander uitslag | tegenstander uitslag | tegenstander uitslag | tegenstander uitslag | tegenstander uitslag | tegenstander uitslag | tegenstander uitslag | rang        |
| ------------- | --------- | -------------------- | -------------------- | -------------------- | -------------------- | -------------------- | -------------------- | -------------------- | ----------- |
| Adrian Gomboc | −66 kg    | n.v.t.               | Mungando W 10–00     | Zantaraia W 01–00    | An B V 00-10         | niet geplaatst       | Smailov V 00-01      | niet geplaatst       | 7           |

Vrouwen
| atlete           | onderdeel | eerste ronde         | tweede ronde         | derde ronde          | kwartfinale          | halve finale         | herkansing           | finale / BM          | finale / BM    |
| atlete           | onderdeel | tegenstander uitslag | tegenstander uitslag | tegenstander uitslag | tegenstander uitslag | tegenstander uitslag | tegenstander uitslag | tegenstander uitslag | rang           |
| ---------------- | --------- | -------------------- | -------------------- | -------------------- | -------------------- | -------------------- | -------------------- | -------------------- | -------------- |
| Maruša Štangar   | −48 kg    | n.v.t.               | Kang Y-j W 10-01     | Pareto V 00-10       | niet geplaatst       | niet geplaatst       | niet geplaatst       | niet geplaatst       | niet geplaatst |
| Kaja Kajzer      | −57 kg    | n.v.t.               | Dorsjuren W 01-00    | Lien C-l W 10-00     | Gjakova V 00-11      | bye                  | Nelson-Levy W 10-00  | Klimkait V 00-01     | 4              |
| Tina Trstenjak   | −63 kg    | n.v.t.               | Han H-j W 01-00      | Cabaña W 10-00       | Barrios W 10-01      | Centracchio W 10-00  | bye                  | Agbegnenou V 00-01   | Zilver         |
| Anamari Velenšek | +78 kg    | n.v.t.               | Cutro-Kelly W 11-00  | Altheman V 00-10     | niet geplaatst       | niet geplaatst       | niet geplaatst       | niet geplaatst       | niet geplaatst |

### Kanovaren

#### Slalom
Mannen
| atleet          | onderdeel  | series | series | series | series | series    | series | halve finale | halve finale | finale         | finale         |
| atleet          | onderdeel  | run 1  | rang   | run 2  | rang   | beste run | rang   | tijd         | rang         | tijd           | rang           |
| --------------- | ---------- | ------ | ------ | ------ | ------ | --------- | ------ | ------------ | ------------ | -------------- | -------------- |
| Benjamin Savšek | C-1 slalom | 98,82  | 1      | 105,87 | 12     | 98,82     | 2 Q    | 104,26       | 5 Q          | 98,25          | Goud           |
| Peter Kauzer    | K-1 slalom | 93,04  | 4      | 105,64 | 23     | 93,04     | 11 Q   | 99,10        | 12           | niet geplaatst | niet geplaatst |

Vrouwen
| atlete       | onderdeel  | series | series | series | series | series    | series | halve finale | halve finale | finale         | finale         |
| atlete       | onderdeel  | run 1  | rang   | run 2  | rang   | beste run | rang   | tijd         | rang         | tijd           | rang           |
| ------------ | ---------- | ------ | ------ | ------ | ------ | --------- | ------ | ------------ | ------------ | -------------- | -------------- |
| Alja Kozorog | C-1 slalom | 124,08 | 15     | 113,07 | 7      | 113,07    | 8 Q    | 129,72       | 12           | niet geplaatst | niet geplaatst |
| Eva Terčelj  | K-1 slalom | 115,93 | 15     | 109,11 | 9      | 109,11    | 11 Q   | 112,48       | 24           | niet geplaatst | niet geplaatst |

#### Sprint
Vrouwen
| atlete                                | onderdeel  | series   | series | kwartfinale | kwartfinale | halve finale | halve finale | finale         | finale         |
| atlete                                | onderdeel  | tijd     | rang   | tijd        | rang        | tijd         | rang         | tijd           | rang           |
| ------------------------------------- | ---------- | -------- | ------ | ----------- | ----------- | ------------ | ------------ | -------------- | -------------- |
| Anja Osterman Špela Ponomarenko Janić | K-2 1000 m | 1.48,509 | 4 KF   | 1.46,929    | 1 HF        | DNF          | DNF          | niet geplaatst | niet geplaatst |

### Klimsport
Vrouwen
| atlete         | onderdeel | kwalificatie | kwalificatie | kwalificatie | kwalificatie | kwalificatie | kwalificatie | kwalificatie | totaal  | totaal | finale         | finale         | finale         | finale         | finale         | finale         | finale         | totaal         | totaal         |
| atlete         | onderdeel | speed        | speed        | boulderen    | boulderen    | lead         | lead         | lead         | totaal  | totaal | speed          | speed          | boulderen      | boulderen      | lead           | lead           | lead           | totaal         | totaal         |
| atlete         | onderdeel | tijd         | rang         | resultaat    | rang         | resultaat    | tijd         | rang         | totaal  | rang   | tijd           | rang           | resultaat      | rang           | resultaat      | tijd           | rang           | totaal         | rang           |
| -------------- | --------- | ------------ | ------------ | ------------ | ------------ | ------------ | ------------ | ------------ | ------- | ------ | -------------- | -------------- | -------------- | -------------- | -------------- | -------------- | -------------- | -------------- | -------------- |
| Janja Garnbret | klimmen   | 9,44         | 14           | 4T4z 4 4     | 1            | 30           | -            | 4            | 56,00   | 4 Q    | 7,81           | 5              | 2T3z 5 3       | 1              | 37+            | -              | 1              | 5              | Goud           |
| Mia Krampl     | klimmen   | 10,43        | 18           | 0T4z 0 5     | 14           | 26+          | 3.16         | 7            | 1764,00 | 18     | niet geplaatst | niet geplaatst | niet geplaatst | niet geplaatst | niet geplaatst | niet geplaatst | niet geplaatst | niet geplaatst | niet geplaatst |

### Schietsport
Vrouwen
| atlete       | onderdeel               | kwalificaties | kwalificaties | finale         | finale         |
| atlete       | onderdeel               | punten        | rang          | punten         | rang           |
| ------------ | ----------------------- | ------------- | ------------- | -------------- | -------------- |
| Živa Dvoršak | 10 m luchtgeweer        | 627,2         | 11            | niet geplaatst | niet geplaatst |
| Živa Dvoršak | 50 m geweer 3 houdingen | 1173          | 7 Q           | 406,2          | 7              |

### Taekwondo
Mannen
| atleet         | onderdeel | eerste ronde         | kwartfinale          | halve finale         | herkansing           | finale / BM          | finale / BM |
| atleet         | onderdeel | tegenstander uitslag | tegenstander uitslag | tegenstander uitslag | tegenstander uitslag | tegenstander uitslag | rang        |
| -------------- | --------- | -------------------- | -------------------- | -------------------- | -------------------- | -------------------- | ----------- |
| Ivan Trajkovič | +80 kg    | Obame W 26 - 5       | Larin V 3 - 16       | niet geplaatst       | Taufatofua W 22 - 1  | In K-d V 4 - 5       | 4           |

### Tafeltennis
Mannen
| atleet                              | onderdeel | voorronde            | 1e ronde             | 2e ronde             | 3e ronde             | 4e ronde             | kwartfinale          | halve finale         | finale / BM          | finale / BM    |
| atleet                              | onderdeel | tegenstander uitslag | tegenstander uitslag | tegenstander uitslag | tegenstander uitslag | tegenstander uitslag | tegenstander uitslag | tegenstander uitslag | tegenstander uitslag | rang           |
| ----------------------------------- | --------- | -------------------- | -------------------- | -------------------- | -------------------- | -------------------- | -------------------- | -------------------- | -------------------- | -------------- |
| Darko Jorgić                        | enkelspel | bye                  | bye                  | Robles W 4 - 3       | Pitchford W 4 - 2    | Harimoto W 4 - 3     | Lin Y-j V 0 - 4      | niet geplaatst       | niet geplaatst       | niet geplaatst |
| Bojan Tokić                         | enkelspel | bye                  | Hazin W 4 - 0        | Pucar W 4 - 0        | Calderano V 1 - 4    | niet geplaatst       | niet geplaatst       | niet geplaatst       | niet geplaatst       | niet geplaatst |
| Darko Jorgić Deni Kozul Bojan Tokić | team      | n.v.t.               | n.v.t.               | n.v.t.               | n.v.t.               | Zuid-Korea V 1 - 3   | niet geplaatst       | niet geplaatst       | niet geplaatst       | niet geplaatst |

### Wielersport

#### Mountainbiken
Vrouwen
| atlete       | onderdeel    | tijd          | rang |
| ------------ | ------------ | ------------- | ---- |
| Tanja Žakelj | mountainbike | 1:24:38 +8:52 | 21   |

#### Wegwielrennen
Mannen
| atleet        | onderdeel    | tijd     | rang  |
| ------------- | ------------ | -------- | ----- |
| Primož Roglič | wegwedstrijd | 6:11:46  | 28    |
| Primož Roglič | tijdrit      | 55:04,19 | Goud  |
| Tadej Pogačar | wegwedstrijd | 6:06:33  | Brons |
| Jan Polanc    | wegwedstrijd | 6:15:38  | 43    |
| Jan Tratnik   | wegwedstrijd | 6:21:46  | 67    |

Vrouwen
| atlete        | onderdeel    | tijd    | rang |
| ------------- | ------------ | ------- | ---- |
| Eugenia Bujak | wegwedstrijd | 3.55.13 | 19   |

### Zeilen
Mannen
| atleet         | onderdeel | race | race | race | race | race | race | race | race | race | race | race   | race   | race           | netto punten | eindnotering |
| atleet         | onderdeel | 1    | 2    | 3    | 4    | 5    | 6    | 7    | 8    | 9    | 10   | 11     | 12     | M              | netto punten | eindnotering |
| -------------- | --------- | ---- | ---- | ---- | ---- | ---- | ---- | ---- | ---- | ---- | ---- | ------ | ------ | -------------- | ------------ | ------------ |
| Žan Luka Zelko | Laser     | 8    | 23   | 29   | 17   | 31   | 36   | 20   | 26   | 5    | 19   | n.v.t. | n.v.t. | niet geplaatst | 178          | 26           |

Vrouwen
| atlete                     | onderdeel | race | race | race | race | race | race | race | race | race | race | race   | race   | race | netto punten | eindnotering |
| atlete                     | onderdeel | 1    | 2    | 3    | 4    | 5    | 6    | 7    | 8    | 9    | 10   | 11     | 12     | M    | netto punten | eindnotering |
| -------------------------- | --------- | ---- | ---- | ---- | ---- | ---- | ---- | ---- | ---- | ---- | ---- | ------ | ------ | ---- | ------------ | ------------ |
| Veronika Macarol Tina Mrak | 470       | 8    | 16   | 6    | 9    | 4    | 7    | 3    | 9    | 2    | 7    | n.v.t. | n.v.t. | 14   | 69           | 5            |

### Zwemmen
Mannen
| atlete     | onderdeel        | series  | series | halve finale | halve finale | finale         | finale         |
| atlete     | onderdeel        | tijd    | rang   | tijd         | rang         | tijd           | rang           |
| ---------- | ---------------- | ------- | ------ | ------------ | ------------ | -------------- | -------------- |
| Martin Bau | 400 m vrije slag | 3.52,56 | 24     | n.v.t.       | n.v.t.       | niet geplaatst | niet geplaatst |
| Martin Bau | 800 m vrije slag | 8.04,79 | 32     | n.v.t.       | n.v.t.       | niet geplaatst | niet geplaatst |

Vrouwen
| atlete      | onderdeel         | series   | series | halve finale   | halve finale   | finale         | finale         |
| atlete      | onderdeel         | tijd     | rang   | tijd           | rang           | tijd           | rang           |
| ----------- | ----------------- | -------- | ------ | -------------- | -------------- | -------------- | -------------- |
| Janja Šegel | 100 m vrije slag  | 54,37    | 24     | niet geplaatst | niet geplaatst | niet geplaatst | niet geplaatst |
| Janja Šegel | 200 m vrije slag  | 1.58,38  | 17     | niet geplaatst | niet geplaatst | niet geplaatst | niet geplaatst |
| Katja Fain  | 800 m vrije slag  | 8.41,13  | 26     | n.v.t.         | n.v.t.         | niet geplaatst | niet geplaatst |
| Katja Fain  | 1500 m vrije slag | 16.35,92 | 30     | n.v.t.         | n.v.t.         | niet geplaatst | niet geplaatst |
| Katja Fain  | 400 m wisselslag  | 4.44,66  | 15     | n.v.t.         | n.v.t.         | niet geplaatst | niet geplaatst |
| Špela Perše | 10 km open water  | n.v.t.   | n.v.t. | n.v.t.         | n.v.t.         | 2.08.33,0      | 24             |